# Mistrzostwa Europy w Lekkoatletyce 1966 – dziesięciobój mężczyzn

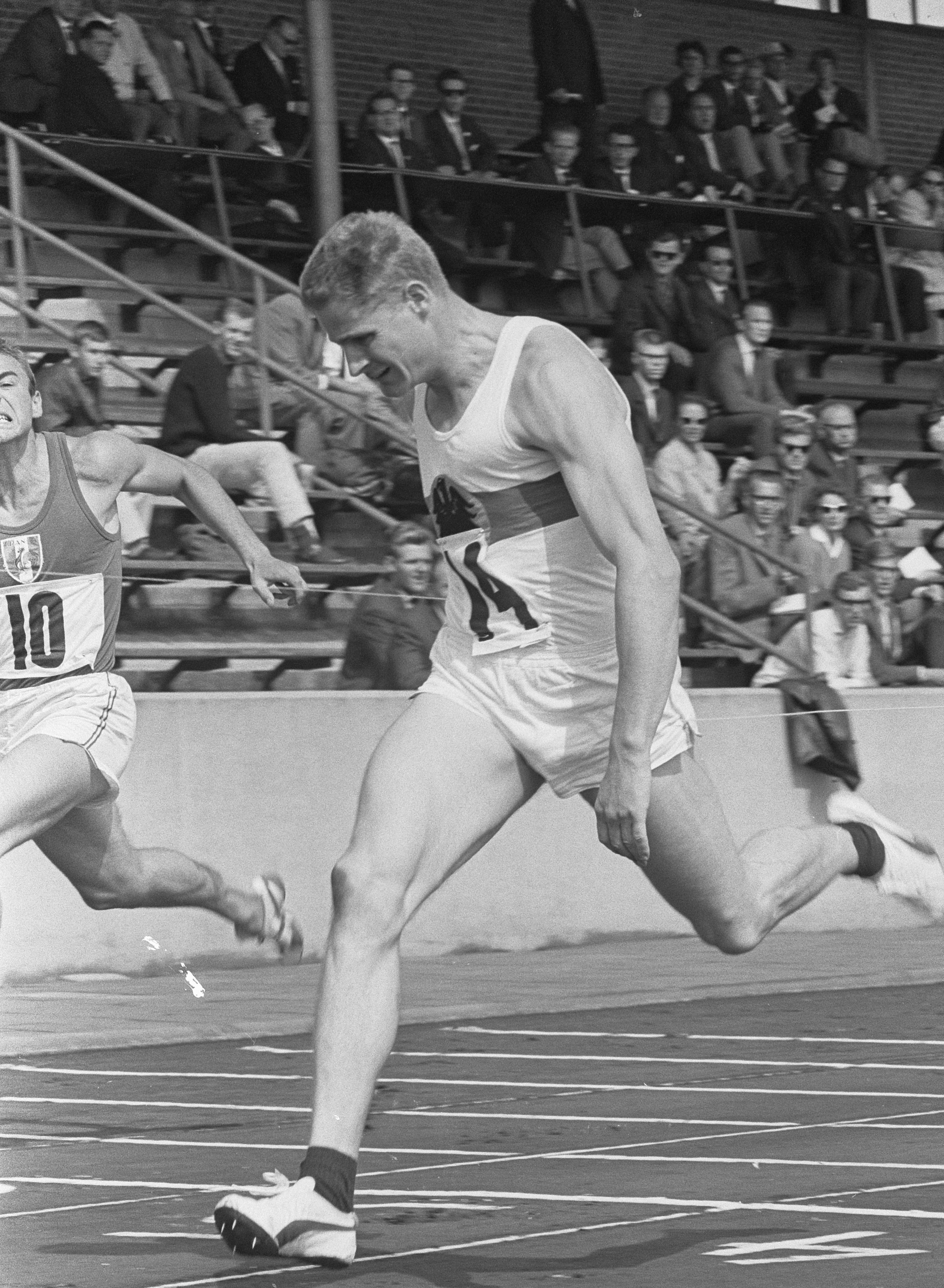
Werner von Moltke

Dziesięciobój mężczyzn był jedną z konkurencji rozgrywanych podczas VIII Mistrzostw Europy w Budapeszcie. Został rozegrany 30 sierpnia i 1 września 1966 roku. Zwycięzcą tej konkurencji został reprezentant RFN Werner von Moltke. Na pozostałych miejscach medalowych również uplasowali się reprezentanci RFN. W rywalizacji wzięło udział dwudziestu ośmiu zawodników z czternastu reprezentacji.

## Rekordy
| Rekord świata     | Russ Hodge (USA)        | 8120 (8230) | Los Angeles, USA    | 23-24.07.1966 |
| Rekord Europy     | Jurij Kutenko (SUN)     | 7863 (8360) | Kijów, ZSRR         | 05-06.09.1961 |
| Rekord mistrzostw | Wasilij Kuzniecow (SUN) | 7653 (8026) | Belgrad, Jugosławia | 13-14.09.1962 |

## Wyniki
| Poz. | Zawodnik              | Punkty      | 100      | W dal  | Kula    | Wzwyż  | 400    | 110 ppł  | Dysk    | Tyczka | Oszczep | 1500   |
| ---- | --------------------- | ----------- | -------- | ------ | ------- | ------ | ------ | -------- | ------- | ------ | ------- | ------ |
| 1    | Werner von Moltke     | 7607 (7740) | 11,0 s   | 7,18 m | 15,55 m | 1,85 m | 50,1 s | 15,1 s   | 45,74 m | 4,20 m | 62,96 m | 4:53,5 |
| 2    | Jörg Mattheis         | 7478 (7614) | 11,3 s   | 7,17 m | 14,45 m | 1,88 m | 50,0 s | 16,2 s w | 45,48 m | 3,70 m | 67,98 m | 4:26,9 |
| 3    | Horst Beyer           | 7479 (7562) | 11,5 s   | 6,89 m | 14,73 m | 1,88 m | 49,5 s | 14,9 s   | 41,80 m | 4,10 m | 56,36 m | 4:17,9 |
| 4    | Max Klauß             | 7280 (7446) | 11,0 s   | 7,61 m | 12,94 m | 1,91 m | 49,8 s | 16,7 s w | 40,38 m | 4,35 m | 53,10 m | 4:44,6 |
| 5    | Rein Aun              | 7210 (7378) | 11,3 s   | 7,01 m | 13,52 m | 1,85 m | 50,6 s | 16,0 s w | 42,76 m | 4,10 m | 57,60 m | 4:32,8 |
| 6    | Jüri Otsmaa           | 7054 (7236) | 11,4 s   | 6,83 m | 13,93 m | 1,94 m | 51,3 s | 15,4 s   | 38,02 m | 3,80 m | 53,48 m | 4:31,4 |
| 7    | Mychajło Storożenko   | 7002 (7172) | 11,5 s   | 6,95 m | 14,48 m | 1,88 m | 54,5 s | 15,1 s w | 45,18 m | 4,00 m | 54,76 m | 4:57,5 |
| 8    | Werner Duttweiler     | 6999 (7165) | 11,4 s   | 6,95 m | 13,52 m | 1,85 m | 52,4 s | 15,4 s w | 36,66 m | 4,40 m | 53,06 m | 4:42,0 |
| 9    | Clive Longe           | 6996 (7160) | 11,3 s   | 6,62 m | 15,09 m | 1,70 m | 51,7 s | 15,6 s w | 46,46 m | 4,00 m | 55,60 m | 4:49,9 |
| 10   | Walter Dießl          | 6869 (7055) | 11,1 s   | 6,74 m | 13,79 m | 1,75 m | 51,3 s | 15,1 s   | 38,96 m | 4,00 m | 46,96 m | 4:42,0 |
| 11   | Manfred Tiedtke       | 6849 (7035) | 11,3 s   | 6,83 m | 14,66 m | 1,91 m | 50,6 s | 15,4 s   | 38,26 m | 3,50 m | 53,40 m | 5:04,6 |
| 12   | Franco Sar            | 6735 (6904) | 11,3 s   | 6,83 m | 13,61 m | 1,75 m | 53,2 s | 14,9 s w | 47,58 m | 4,10 m | 52,42 m | 5:06,6 |
| 13   | Jerzy Detko           | 6922 (6896) | 11,5 s   | 6,59 m | 14,22 m | 1,88 m | 52,0 s | 15,5 s w | 43,28 m | 3,80 m | 54,30 m | 4:47,2 |
| 14   | Steen Smidt-Jensen    | 6713 (6887) | 11,5 s   | 6,59 m | 11,94 m | 1,85 m | 52,0 s | 15,5 w   | 36,12 m | 4,30 m | 42,45 m | 4:25,8 |
| 15   | Gert Herunter         | 6703 (6883) | 11,1 s   | 6,77 m | 11,78 m | 1,85 m | 50,6 s | 15,2 s w | 34,22 m | 3,60 m | 48,76 m | 4:38,6 |
| 16   | Bruno Poserina        | 6802 (6856) | 11,8 s   | 6,70 m | 13,45 m | 1,75 m | 52,3 s | 15,3 s w | 48,32 m | 3,20 m | 53,08 m | 4:26,2 |
| 17   | Horst Mandl           | 6671 (6847) | 11,6 s   | 7,02 m | 12,88 m | 1,85 m | 52,4 s | 15,4 s w | 36,20 m | 3,70 m | 52,24 m | 4:49,8 |
| 18   | Derek Clarke          | 6601 (6842) | 11,7 s   | 6,32 m | 13,09 m | 1,60 m | 51,8 s | 15,7 s   | 42,92 m | 3,40 m | 58,46 m | 4:24,5 |
| 19   | Tadeusz Grzegorzewski | 6665 (6833) | 11,4 s   | 6,64 m | 12,82 m | 1,70 m | 53,1 s | 15,5 s w | 42,16 m | 4,20 m | 57,78 m | 5:11,8 |
| 20   | Bernard Castang       | 6516 (6709) | 11,3 s   | 6,54 m | 14,55 m | 1,75 m | 50,6 s | 16,5 s   | 43,82 m | 3,20 m | 50,68 m | 5:04,0 |
| 21   | Urs Trautmann         | 6487 (6673) | 11,9 s   | 6,11 m | 13,46 m | 1,85 m | 53,5 s | 16,4 s w | 41,58 m | 3,60 m | 58,20 m | 4:44,2 |
| 22   | Gyula Hubai           | 6454 (6650) | 11,6 s   | 6,24 m | 12,83 m | 1,80 m | 53,1 s | 16,5 s   | 43,05 m | 4,45 m | 46,38 m | 5:07,5 |
| 23   | Robert Lespagnard     | 6416 (6601) | 11,5 s   | 6,47 m | 11,78 m | 1,80 m | 50,6 s | 16,6 s w | 30,08 m | 4,10 m | 45,60 m | 4:30,0 |
| 24   | Charlemagne Anyamah   | 6306 (6502) | 11,2 s w | 6,33 m | 13,49 m | 1,75 m | 51,4 s | 15,9 s w | 36,36 m | 3,30 m | 46,78 m | 4:57,4 |
| 25   | Suat Jegeni           | 5924 (6131) | 11,9 s   | 6,28 m | 10,85 m | 1,70 m | 53,4 s | 17,4 s   | 35,18 m | 3,70 m | 40,94 m | 4:22,4 |
| –    | József Bákái          | DNF         | 11,4 s   | 6,65 m | 13,39 m | 1,70 m | 53,4 s | 16,3 s w | 47,34 m | 4,00 m | NM      | –      |
| –    | Roland Sedleger       | DNF         | 11,2 s w | 6,84 m | 11,75 m | –      | –      | –        | –       | –      | –       | –      |
| –    | Valbjörn Þorláksson   | DNF         | –        | –      | –       | –      | –      | –        | –       | –      | –       | –      |